# اکراس سربی
اکراس سربی (نام علمی: Theristicus caerulescens) نام یک گونه از سرده نوک‌تیره‌ها است.